# Silbermühle (Weißenburg)
Silbermühle ist eine ehemalige Mühle und ein Wohnplatz der Großen Kreisstadt Weißenburg in Bayern im mittelfränkischen Landkreis Weißenburg-Gunzenhausen. Silbermühle ist kein amtlich benannter Gemeindeteil Weißenburgs und ist auch nicht in den Amtlichen Ortsverzeichnissen für Bayern eingetragen. Stattdessen ist Silbermühle ein Wohnplatz, dessen Einwohner administrativ dem Ort Weißenburg zugeordnet werden. Dementsprechend fehlen am jeweiligen Siedlungsende die Ortstafeln.
Silbermühle liegt nur wenige hundert Meter nördlich von Weißenburg und wenige hundert Meter östlich von Schmalwiesen unweit der Galgenbergsiedlung und des sogenannten Galgenbergs auf offener Flur auf einer Höhe von 396 Metern über NHN. Östlich liegen die Lettenmühle und die Habermühle, die ebenfalls keine amtlichen Gemeindeteile von Weißenburg darstellen. Silbermühle liegt an der Schwäbischen Rezat, die westlich an Silbermühle in nördliche Richtung vorbeifließt. Silbermühle liegt unmittelbar südlich der Gemeindegrenze zu Ellingen, die vor der Kreisreform die Grenze zum Landkreis Weißenburg in Bayern bildete. Nördlich von Silbermühle befindet sich die Bräumühle, ein Gemeindeteil von Ellingen, in nordnordöstlicher Richtung die Mündung des Felchbachs in die Schwäbische Rezat. Die Silbermühle liegt relativ mittig zwischen der Bundesstraße 2 im Osten und der Bahnstrecke Treuchtlingen–Nürnberg im Westen. Silbermühle ist verkehrstechnisch über einen schmalen Feldweg mit der Staatsstraße 2389 erreichbar.
Wegen ihrer Lage unterhalb des Galgenberges hieß die im 15. Jahrhundert erstmals erwähnte Mühle bis ins 18. Jahrhundert hinein Galgenmühle. In der Frühen Neuzeit lag die Silbermühle im Bereich der Hochgerichtsbarkeit der Reichsstadt Weißenburg. Ab dem späten 18. Jahrhundert entstanden die meisten der heutigen Gebäude. Von 1808 bis 1879 lag die Silbermühle im Landgericht Weißenburg. 1846 hatte Silbermühle 11 Einwohner in zwei Wohnhäusern.
Das denkmalgeschützte Bauensemble der Silbermühle bildet die größte Baugruppe unter den Weißenburger Mühlen und ist einheitlich unter der Denkmalnummer D-5-77-177-301 als Baudenkmal in die Bayerische Denkmalliste eingetragen.
Der Mittelpunkt des Bauensembles besteht aus dem 1783 errichteten herrschaftlichen Hauptgebäude (Silbermühle 2), einem Walmdachbau mit neun Fensterachsen, der vom wohlhabenden Weißenburger Lorenz Schnitzlein im barocken Stil errichtet wurde, wovon nach mehreren Bränden und Umbauarbeiten nur noch wenig erhalten geblieben ist, darunter ein Wappen über dem Eingangsportal. Nach einem Brand 1911 baute man ein Flachdach, das 1935 durch das heutige Walmdach ersetzt wurde. Derzeit ist in dem Gebäude ein spanisches Restaurant untergebracht. Daneben gehören zum denkmalgeschützten Ensemble ein Wohngebäude (Silbermühle 1), ein um 1800 errichteter, zweigeschossiger Halbwalmdachbau mit Eckquaderungen; ein Gartenhaus (Silbermühle 3), ein nach 1820 errichteter, eingeschossiger Bau mit hohem Walmdach und eingeschossigem Satteldachanbau; sowie ein Nebengebäude (Silbermühle 4), ein nach 1820 errichteter, eingeschossiger Walmdachbau.